# Pentax

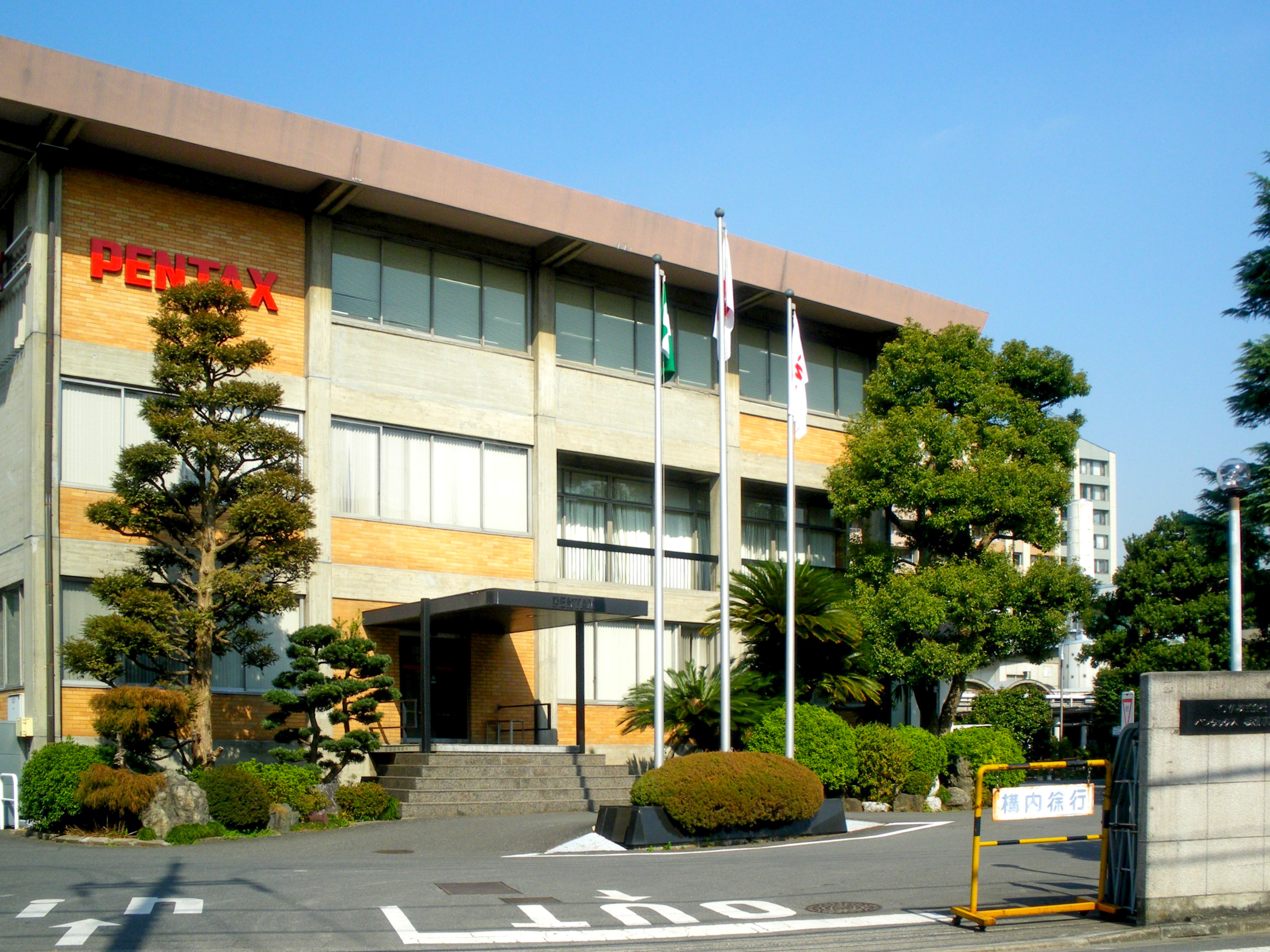
Trụ sở chính của Pentax (Itabashi-ku, Tokyo).

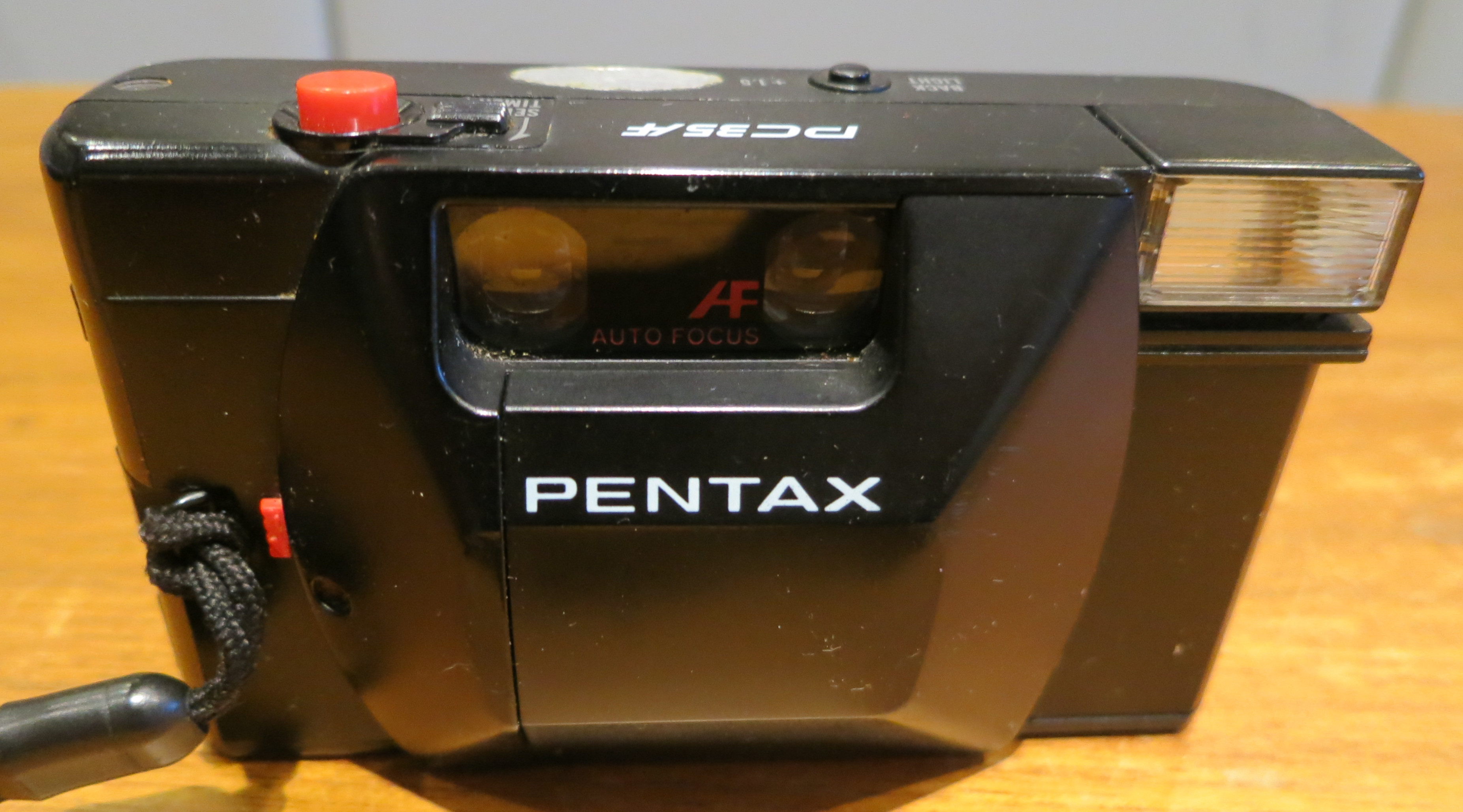
Pentax PC35AF

Pentax (ペンタックス Pentakkusu) là một thương hiệu được công ty Ricoh sử dụng chủ yếu cho máy ảnh, thiết bị quang học thể thao, thiết bị quang học giám sát. Ngoài ra, tập đoàn Hoya cũng sử dụng thương hiệu Pentax cho các sản phẩm và dịch vụ y tế.

## Lịch sử

### Những năm đầu
Công ty được thành lập với tên gọi Asahi Kogaku Goshi Kaisha vào tháng 11 năm 1919 bởi Kumao Kajiwara tại một cửa hang ở Toshima ngoại ô Tokyo, và bắt đầu sản xuất mắt kính (mà đến giờ vẫn tiếp tục sản xuất). Vào năm 1938 công ty đổi tên thành Asahi Optical Co., Ltd. (旭光学工業株式会社 Asahi Kōgaku Kōgyō Kabushiki-gaisha), vào thời điểm đó đang sản xuất máy ảnh và ống kính của máy chiếu phim. Trong chiến tranh thế giới thứ 2, Asahi Optical chủ yếu dành thời gian để hoàn tất các hợp đồng quân sự về sản xuất thiết bị quang học. Chiến tranh kết thúc, Asahi Optical bị lực lượng chiếm đóng giải thể, và rồi được cho phép tái cơ cấu lại vào năm 1948. Công ty quay trở lại với các hoạt động trước chiến tranh, sản xuất ống nhòm và máy ảnh cho Konishiroku và Chiyoda Kōgaku Seikō (sau này trở thành Konica và Minolta).

### Từ những năm 1950 đến 2007
Giai đoạn những năm 1950 đánh dấu sự hồi sinh của ngành công nghiệp nhiếp ảnh Nhật Bản một cách mạnh mẽ, trở lại như cuối những năm 1930, đồng thời nổi lên là ngành xuất khẩu chính. Ngành công nghiệp mới hồi sinh này đã bán rất nhiều máy ảnh cho lực lượng chiếm đóng (với thu nhập cao hơn rất nhiều so với người Nhật) và họ đã thu được nhiều lợi nhuận. Trong Chiến tranh Triều Tiên có một lượng lớn các nhà báo và phóng viên đến vùng Viễn Đông, họ đã rất ấn tượng với các ống kính sản xuất bởi các công ty như Nikon và Canon cho chiếc máy ảnh rangefinder Leica của họ, và cũng đánh giá cao máy ảnh mà các công ty này làm ra để thay thế những chiếc máy ảnh Leica và Contax mà họ đã dùng.
Vào năm 1952 Asahi Optical sản xuất chiếc máy ảnh đầu tiên, chiếc Asahiflex (máy ảnh SLR đầu tiên của Nhật Bản sử dụng phim 35mm). Tên gọi "Pentax" thực chất được tạo từ "Pentaprism" và "Contax", và đã được đăng ký bảo hộ bởi VEB Zeiss Ikon Tây Đức. VEB bán lại tên gọi "Pentax" cho Asahi Optical vào năm 1957. Kể từ đó công ty được biết đến chủ yếu nhờ sản phẩm ngành nhiếp ảnh. 
Các sản phẩm này được nhập khẩu vào Mỹ từ những năm 1950 đến những năm 1970 thông qua tập đoàn Honeywell và được dán nhãn Honeywell Pentax thay vì Asahi Pentax, tên gọi được sử dụng khi phân phối đến phần còn lại của thế giới. 
Công ty đổi tên thành Pentax Corporation năm 2002. Đây là một trong những công ty sản xuất thiết bị quang học lớn nhất trên thế giới, sản xuất máy ảnh, ống nhòm cũng như các nhiều loại thiết bị quang học khác. Vào năm 2004 Pentax có 6000 nhân công.

### Sáp nhập với Hoya
Vào tháng 12 năm 2006, Pentax bắt đầu quá trình sáp nhập với tập đoàn Hoya để thành lập 'Hoya Pentax HD Corporation'. Mục đích chính của Hoya là gia tăng sức mạnh trong lĩnh vực y tế bằng cách sử dụng các thành quả công nghệ và bí quyết của Pentax trong các lĩnh vực kính nội soi, kính áp tròng, kính lúp phẫu thuật, sứ sinh học, … Đã xuất hiện những tin đồn rằng bộ phận sản xuất máy ảnh của Pentax có thể bị bán đi sau quá trình sáp nhập. Quá trình đổi cổ phiếu dự kiến được hoàn tất vào ngày 1 tháng 10 năm 2007 nhưng quá trình này bị dừng lại vào ngày 11 tháng 4 năm 2007. Chủ tịch tập đoàn Pentax Fumio Urano từ chức, và Takashi Watanuki thay thế làm chủ tịch Pentax. Tuy nhiên, mặc dù Watanuki trước đó ở nhóm đối lập với hoạt động sáp nhập với Hoya, vào ngày 16 tháng 5 theo một nguồn tin thân cận Pentax đã chấp nhận thỏa thuận từ Hoya. Pentax dưới áp lực gia tăng của các cổ đông, đặc biệt là Sparx Asset Management, buộc phải chấp nhận mức giá của Hoya.
Vào ngày 6 tháng 8 năm 2007, Hoya mua lại 90.59% cổ phần của công ty. Vào ngày 14 tháng 8 năm 2007, Pentax trở thành công ty con trong tập đoàn Hoya. Vào ngày 29 tháng 10 năm 2007, Hoya và Pentax thông báo Pentax sẽ hợp nhất với Hoya, hiệu lực từ ngày 31 tháng 3 năm 2008. Hoya đóng cửa nhà máy sản xuất của Pentax tại Tokyo, và chuyển phần lớn hoạt động sản xuất sang vùng Đông Nam Á. Tất cả các ống kính chuyên nghiệp (DA*) và phổ thông (DA, D-FA) được sản xuất ở Vietnam, trong khi máy ảnh DSLR được sản xuất ở Philippines.

### Ricoh mua Pentax từ Hoya
Ngày 1 tháng 7 năm 2011, tập đoàn Hoya thông báo: họ sẽ bán bộ phận sản xuất máy ảnh Pentax cho nhà sản xuất máy in và máy photo Ricoh, theo một thỏa thuận mà nhật báo thương mại Nikkei cho rằng trị giá khoảng 10 tỉ yen (124.2 triệu dollar).

## Sản phẩm
Tập đoàn Pentax nổi tiếng với sản phẩm máy ảnh mang thương hiệu "Pentax", bắt đầu với sản phẩm chủ chốt máy ảnh phản xạ ống kính rời "Asahi Pentax" vào năm 1957, tiếp bước dòng máy ảnh đầu tiên của Asahi, chiếc Asahiflex ra đời vào năm 1952.
Thành công của dòng sản phẩm Pentax lớn đến mức công ty đã đổi tên thành "tập đoàn Pentax" sau khi ra mắt sản phẩm. Mặc dù tập đoàn đã được sáp nhập toàn bộ vào tập đoàn Hoya, Hoya tiếp tục phát triển và giới thiệu máy ảnh dưới thương hiệu Pentax.

## Hợp tác và cạnh tranh
Vào năm 2005, Tập đoàn Pentax trở thành đối tác của Samsung Techwin để chia sẻ thành quả trong công nghệ sản xuất máy ảnh và giành lại thị phần từ Nikon và Canon. Sau đó Pentax và Samsung bắt đầu ra mắt các mẫu máy ảnh DSLR tương tự nhau dựa trên thỏa thuận này. Pentax *istDS2 và *istDL2 cũng xuất hiện dưới tên Samsung GX-1S và GX-1L, trong khi quá trình hợp tác phát triển (90% Pentax và 10% Samsung) Pentax K10D và K20D đã cho ra đời hai chiếc máy ảnh Samsung GX-10 và GX-20 tương ứng. Một vài ống kính Pentax cũng được mang thương hiệu Samsung Schneider Kreuznach D-Xenon và D-Xenogon cho máy ảnh Samsung DSLR. Tuy nhiên, cả hai thương hiệu này đều tương thích với máy ảnh DSLR của Pentax và Samsung.
Hoya chú trọng vào hoạt động thương mại chính trong các lĩnh vực: công nghệ thông tin, bảo vệ mắt, chăm sóc sức khỏe, quang học, thiết bị hình ảnh. Các đối thủ cạnh tranh chính của Pentax bao gồm Canon, Nikon, Olympus, Panasonic, Sony (lĩnh vực hình ảnh/camera), Fujifilm, Sangi, Kyocera (lĩnh vực chăm sóc sức khỏe).

## Công ty con

### Châu Á
- Pentax Industrial Instruments Co., Ltd.
- Pentax Optotech Co., Ltd.
- Pentax Service, Co., Ltd.
- Pentax Fukushima Co., Ltd.
- Pentax Tohoku Co., Ltd.
- Pentax Trading (Shanghai) Co.,Ltd.
- Pentax (Shanghai) Corporation
- Pentax Hong Kong Ltd.
- Pentax Cebu Philippines Corporation
- Pentax Ricoh VN Co., Ltd.

### Châu Âu
- Pentax Europe GmbH
- Pentax U.K. Ltd.
- Pentax France S.A.
- Pentax Schweiz AG
- Pentax Scandinavia AB
- Pentax Nederland B.V.
- Pentax Europe n.v.

### Bắc Mỹ
- Pentax of America Inc. (Pentax Medical Company)
- Pentax of America Inc. (Pentax Imaging Company)
- Pentax of America Inc.
- Pentax Medical Company
- Pentax Imaging Company
- Microline Pentax Inc.
- Pentax Canada Inc.
- KayPentax (Pentax Medical Company)

## Đại diện/Đối tác phân phối
- C.R.Kennedy & Company Pty. Ltd. là đối tác phân phối sản phẩm cho Pentax Australia Lưu trữ ngày 6 tháng 7 năm 2011 tại Wayback Machine